# 万塞讷
万塞讷（法語：Vincennes，法語發音：[vɛ̃sɛn] ⓘ），法国中北部城市，法兰西岛大区马恩河谷省的一个市镇，隶属于马恩河畔诺让区，其市镇面积为1.91平方公里，2022年1月1日时人口数量为48,368人，在法国城市中排名第130位。
万塞讷位于马恩河谷省西北部，万塞讷森林北侧并由此得名。万塞讷因同名城堡而兴起，后者在中世纪中后期长期为法兰西国王的一处皇室城堡，其高度超过50米主碉楼是彼时欧洲最高的防御建筑。现代万塞讷则是巴黎东部的一个卫星城和法兰西岛大区的公共交通枢纽，万塞讷站是法兰西岛大区快铁A线的东段分支交汇站，万塞讷城堡站则是巴黎地铁1号线的东侧起点，其地名则有大型公共汽车枢纽。

## 地名来源
“Vincennes”一名最初于公元856年以“Vilcenna”的形式被记载。根据法国历史学家皮埃尔-亨利·比利（Pierre-Henri Billy）的论述，该名称转写自高卢语“Vidu-cenna”，后者意为“神圣的森林”。
因翻译标准不同，“Vincennes”在部分汉语资料中又被译为文森。

## 历史

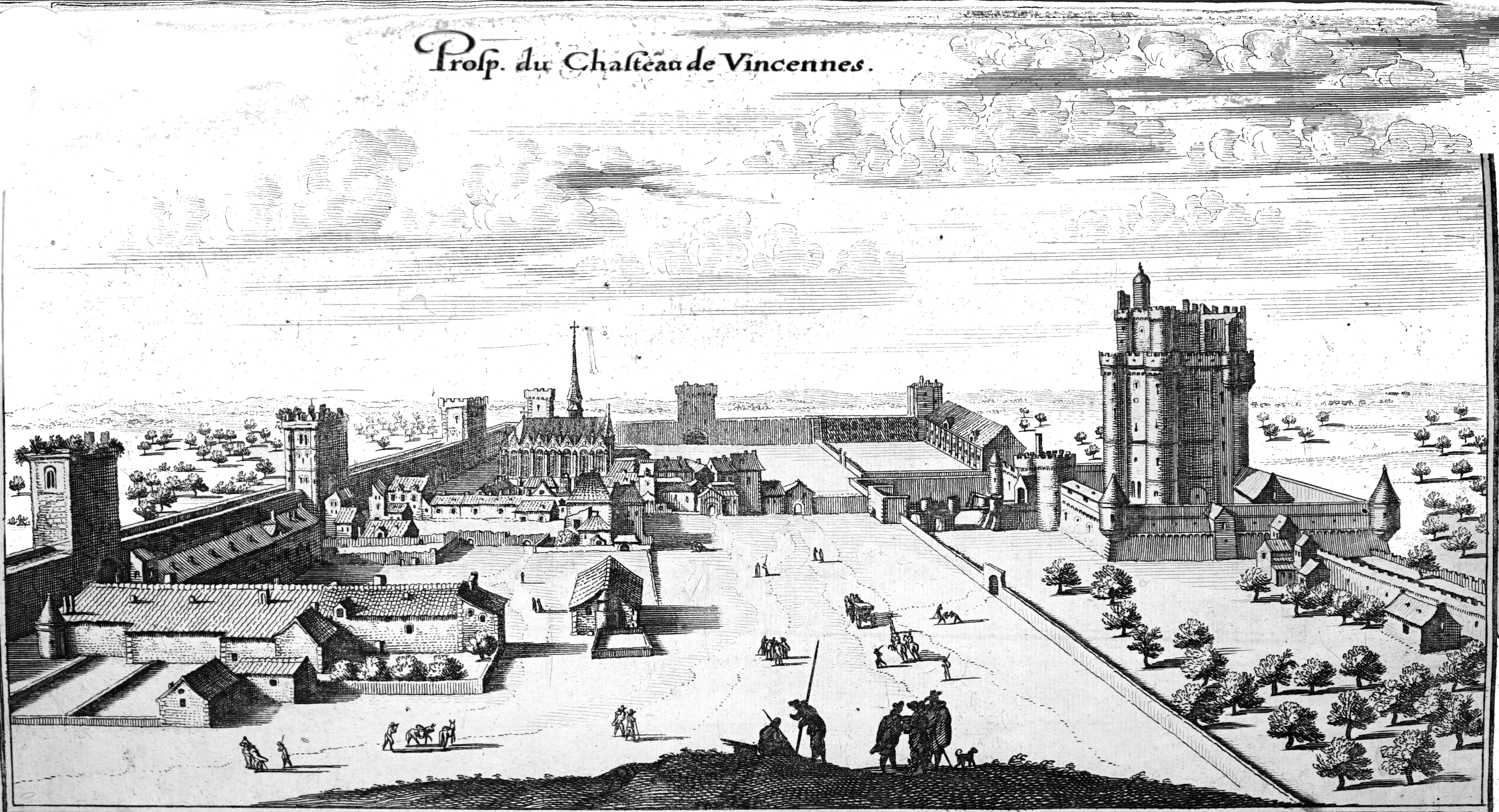
17世纪中的万塞讷城堡

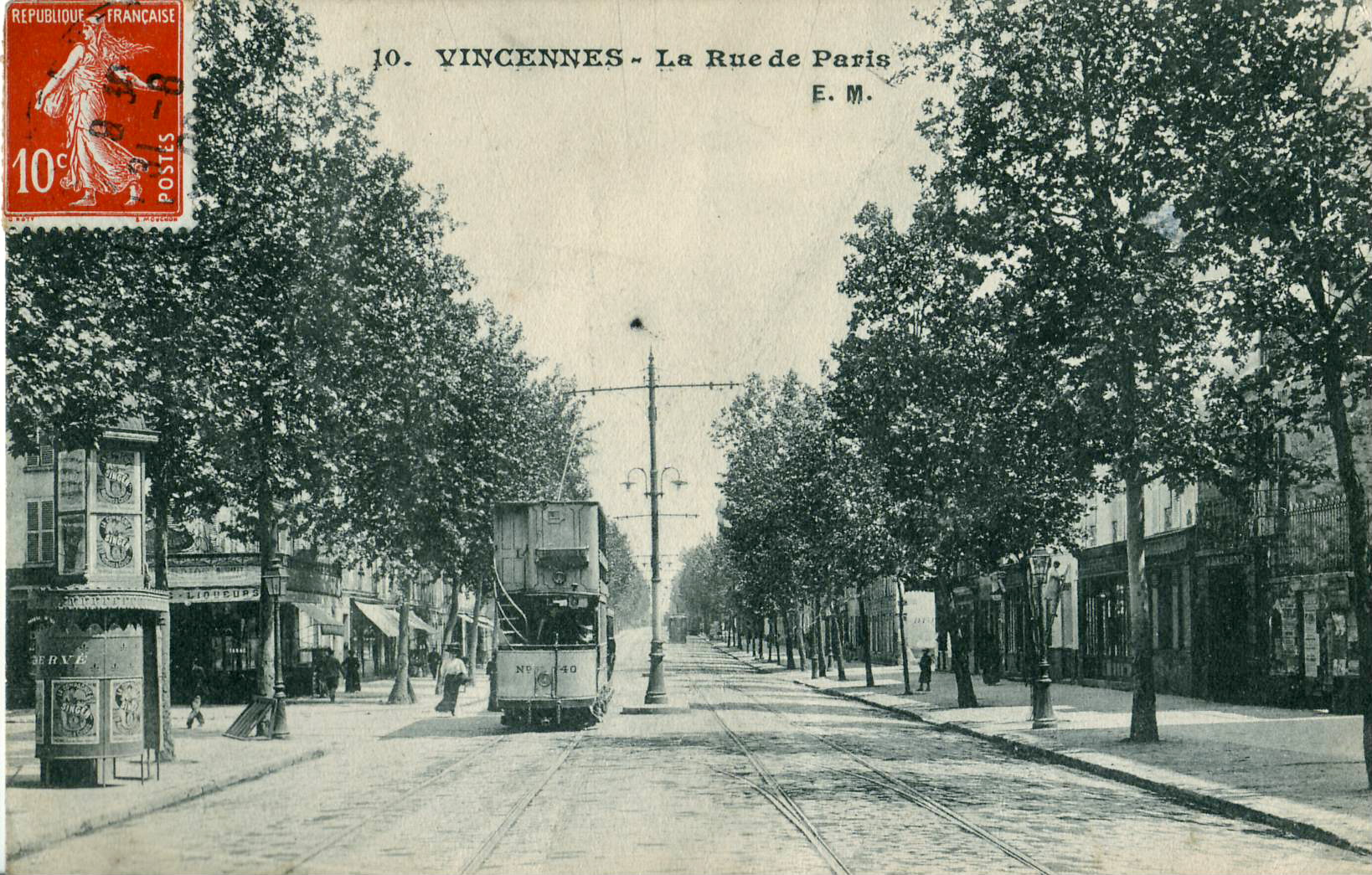
20世纪初的万塞讷街头

万塞讷的早期历史尚不清楚。根据当地官方网站的论述，万塞讷城市的兴起与当地同名城堡紧密相关。公元12世纪时，法兰西国王路易七世决定在万塞讷森林附近修建一处城堡。彼时，万塞讷森林因紧邻巴黎而成为一处重要的皇家猎场，多名法兰西国王都曾长居于此。1274年，腓力三世与其第二任妻子布拉班特的玛丽的婚礼在万塞讷城堡举办。路易十世和查理四世两位法兰西国王则分别于1316年和1328年逝世于此。1338年，查理五世出生于万塞讷城堡，他在原有建筑的基础上新增了高达50米的碉楼，后者成为了彼时欧洲最高的防御设施。1379年，查理五世又下令修建万塞讷圣礼拜堂，但这项工程因英法百年战争而中断，直至1552年才完全建成。万塞讷城堡的建成使得其北侧的拉皮索特村（hameau de La Pissotte）得到发展，当地曾一度出现皇家武器工厂及瓷器作坊。17世纪时，随着凡尔赛宫的建成，万塞讷城堡逐渐被废弃，原有的碉楼被改建成为一座监狱。18世纪时，万塞讷监狱得到加固改造，包括德尼·狄德罗、奥诺雷·米拉波、萨德侯爵等著名人物曾被关押于此。法国大革命后，万塞讷成为巴黎省（1801年更名为“塞纳省”）的一个市镇。1804年，吉安公爵路易·安托万在万塞讷城堡被枪杀。1859年，途径万塞讷的巴黎－布里地区马尔勒铁路（又称“万塞讷线”）建成运营，随着铁路的建成，万塞讷人口数量快速增加，其火车站附近兴建了大批居民建筑。1929年，万塞讷森林被划入巴黎的市镇管辖范围，成为巴黎十二区的一部分。1934年，万塞讷动物公园建成；同年巴黎地铁1号线的东侧起点延伸至万塞讷境内的万塞讷城堡站。1968年，塞纳省被撤销，万塞讷被划入新成立的马恩河谷省内。1969年，万塞讷铁路停止运行，部分路段被改建为法兰西岛大区快铁A线，而由万塞讷引出前往马恩拉瓦莱方向的支线则于1980年建成通车。2016年，万塞讷成为大巴黎都会区的一部分。

## 地理

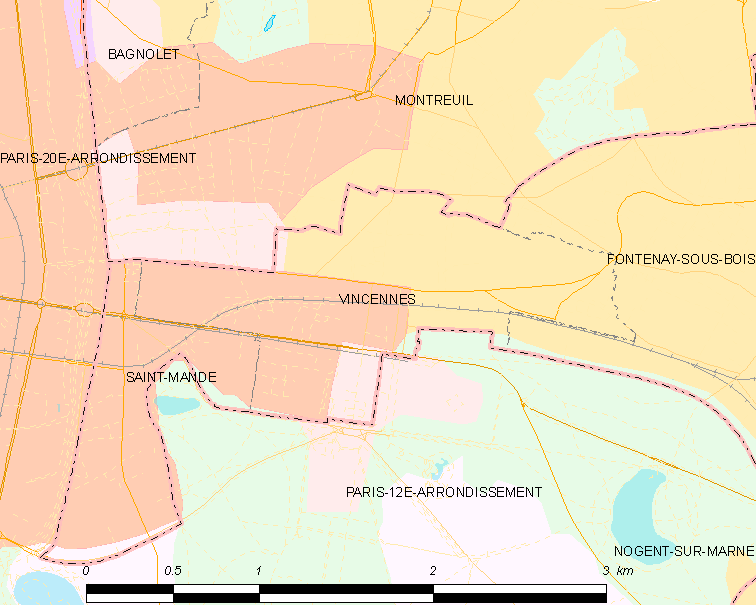
万塞讷市镇范围地图

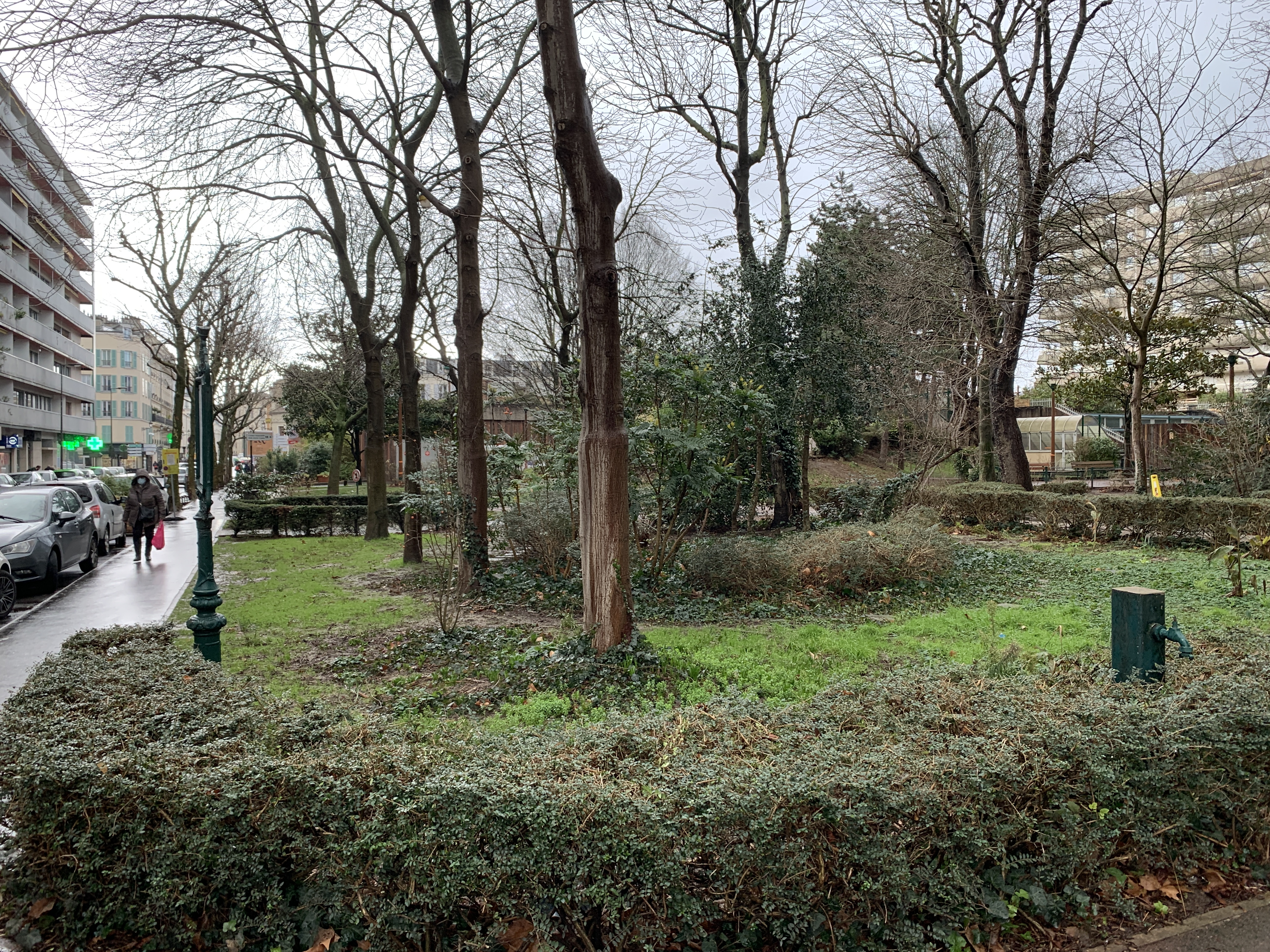
万塞讷市区的一处街心绿地

万塞讷位于法国中北部，法兰西岛大区中北部和马恩河谷省西北部，距离省会克雷泰伊大约10公里。万塞讷市区南部与隶属于巴黎十二区的万塞讷森林接壤；除此之外，与万塞讷接壤的市镇还有蒙特勒伊、圣芒代和丰特奈苏布瓦。

### 地形
万塞讷位于巴黎盆地腹地，境内以平原为主，市镇中心地势较为平坦，全境海拔在46到69米之间。

### 水文
万塞讷位于塞纳河流域范围内，其境内无大型天然地表径流。

### 植被
万塞讷属于温带阔叶混交林区，万塞讷森林总面积达995公顷，自1929年起划入巴黎市镇范围。除此之外，万塞讷市区内还有勒库尚花园（Jardin du Couchant）、乔治·蓬皮杜平台（Terrasse Georges Pompidou）等人工城市绿地，均常年免费向公众开放。
在鲜花城市的评比中，万塞讷被评为3星级鲜花城市。

### 气候
万塞讷在柯本气候分类法中属于温带海洋性气候。
距离万塞讷最近的常年气象站位于蒙特勒伊境内，以下为该气象站的数据（其中日照数据取自巴黎蒙苏里公园）：
| 蒙特勒伊 1981年－2019年 | 蒙特勒伊 1981年－2019年 | 蒙特勒伊 1981年－2019年 | 蒙特勒伊 1981年－2019年 | 蒙特勒伊 1981年－2019年 | 蒙特勒伊 1981年－2019年 | 蒙特勒伊 1981年－2019年 | 蒙特勒伊 1981年－2019年 | 蒙特勒伊 1981年－2019年 | 蒙特勒伊 1981年－2019年 | 蒙特勒伊 1981年－2019年 | 蒙特勒伊 1981年－2019年 | 蒙特勒伊 1981年－2019年 | 蒙特勒伊 1981年－2019年 |
| 月份                    | 1月                     | 2月                     | 3月                     | 4月                     | 5月                     | 6月                     | 7月                     | 8月                     | 9月                     | 10月                    | 11月                    | 12月                    | 全年                    |
| ----------------------- | ----------------------- | ----------------------- | ----------------------- | ----------------------- | ----------------------- | ----------------------- | ----------------------- | ----------------------- | ----------------------- | ----------------------- | ----------------------- | ----------------------- | ----------------------- |
| 历史最高温 °C（°F）     | 16 (61)                 | 19 (66)                 | 24 (75)                 | 30.5 (86.9)             | 33 (91)                 | 37.5 (99.5)             | 40 (104)                | 40 (104)                | 34 (93)                 | 30 (86)                 | 22.5 (72.5)             | 17 (63)                 | 40 (104)                |
| 平均高温 °C（°F）       | 7.1 (44.8)              | 8.1 (46.6)              | 12 (54)                 | 15.2 (59.4)             | 19.3 (66.7)             | 22.4 (72.3)             | 25 (77)                 | 24.7 (76.5)             | 20.9 (69.6)             | 16.2 (61.2)             | 10.6 (51.1)             | 7.4 (45.3)              | 15.7 (60.3)             |
| 日均气温 °C（°F）       | 4.6 (40.3)              | 5.1 (41.2)              | 8.3 (46.9)              | 10.9 (51.6)             | 14.8 (58.6)             | 17.8 (64.0)             | 20.2 (68.4)             | 19.9 (67.8)             | 16.5 (61.7)             | 12.6 (54.7)             | 7.9 (46.2)              | 5.1 (41.2)              | 12 (54)                 |
| 平均低温 °C（°F）       | 2.2 (36.0)              | 2.1 (35.8)              | 4.6 (40.3)              | 6.6 (43.9)              | 10.3 (50.5)             | 13.2 (55.8)             | 15.4 (59.7)             | 15 (59)                 | 12.1 (53.8)             | 9 (48)                  | 5.2 (41.4)              | 2.9 (37.2)              | 8.2 (46.8)              |
| 历史最低温 °C（°F）     | −17.7 (0.1)             | −12.5 (9.5)             | −8.5 (16.7)             | −2.7 (27.1)             | 1.5 (34.7)              | 4.8 (40.6)              | 8 (46)                  | 7 (45)                  | 4 (39)                  | −2 (28)                 | −7.5 (18.5)             | −9.2 (15.4)             | −17.7 (0.1)             |
| 平均降水量 mm（）       | 53.3 (2.10)             | 44.3 (1.74)             | 51.1 (2.01)             | 52.3 (2.06)             | 65.6 (2.58)             | 56.9 (2.24)             | 57.8 (2.28)             | 52.9 (2.08)             | 52.1 (2.05)             | 63.1 (2.48)             | 56.7 (2.23)             | 63.8 (2.51)             | 669.9 (26.37)           |
| 月均日照時數            | 62.5                    | 79.2                    | 128.9                   | 166                     | 193.8                   | 202.1                   | 212.2                   | 212.1                   | 167.9                   | 117.8                   | 67.7                    | 51.4                    | 1,661.6                 |
| 来源：infoclimat.fr     |                         |                         |                         |                         |                         |                         |                         |                         |                         |                         |                         |                         |                         |

## 行政区划
万塞讷的市镇编号为94080，邮政编号为94300。
在行政管理方面，万塞讷隶属于法国法兰西岛大区马恩河谷省马恩河畔诺让区；在地方选举方面，万塞讷是万塞讷县的中央投票站所在地，亦有部分街区隶属于丰特奈苏布瓦县，其市镇范围全境则被划入马恩河谷省第六选区；在社会管理方面，万塞讷是大巴黎都会区和巴黎东部马恩和树林公共土地管理局的组成部分。
万塞讷市镇被划为五个街区，实行街区自治制度。截至2022年10月，万塞讷境内暂无城市敏感街区及城市政策优先街区。
法国国家统计与经济研究所（简称）在进行数据统计时，将万塞讷及相邻的另外428个市镇设为巴黎城市核心区（2020年扩充至431个），并将包括核心区在内的周边共1,794个市镇划为巴黎城市区。自2020年起，巴黎城市区被包含1,949个市镇的巴黎城市辐射区代替。此外，还将万塞讷市镇分为了17个“块区”（IRIS），以便于统计人口分布情况。

## 交通

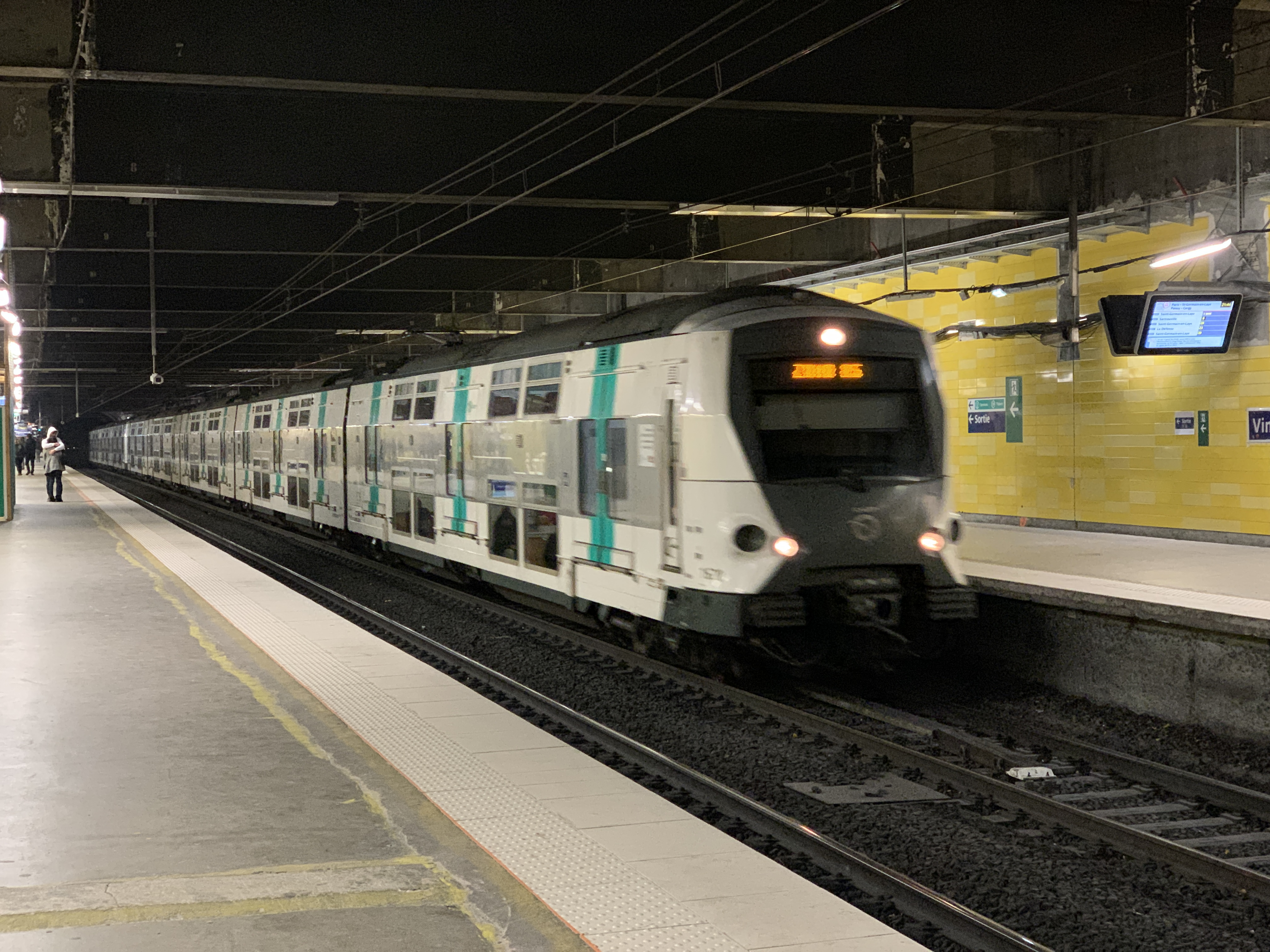
万塞讷站的一辆大区快铁A线列车

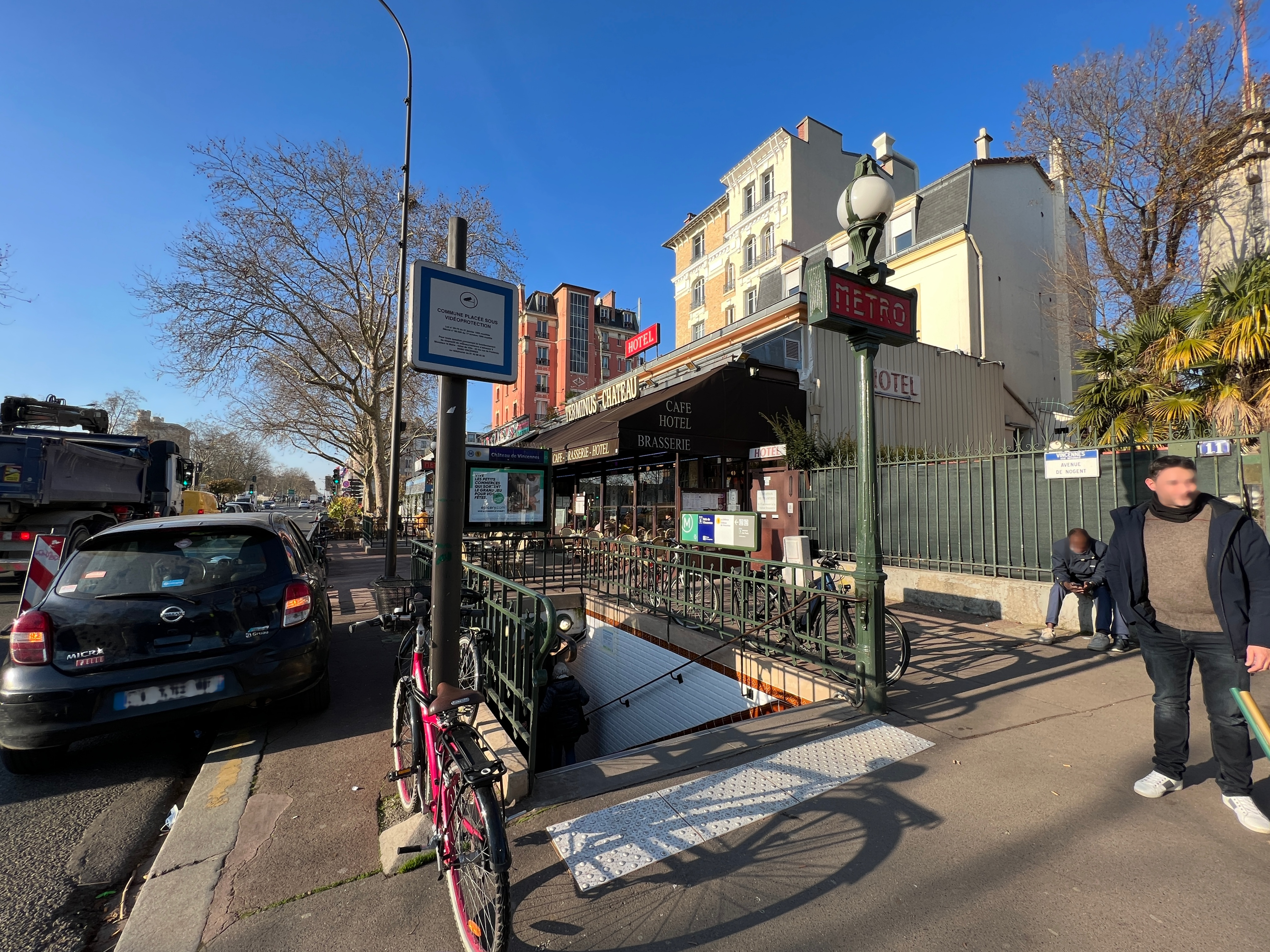
地铁万塞讷城堡站的一处入口

### 公路
万塞讷境内的道路均已完成城市化改造，配有照明、排水、人行道等设施。
| 3 | 5.1 |

| 19 | 4.3 |

| 克雷泰伊 | 11 |

| 马恩河畔诺让 | 5 |

| 蒙特勒伊 | 2 |

| 丰特奈苏布瓦 | 3 |

| 巴黎 贝尔西门立交 | 5 |

| 塞纳河畔伊夫里 | 8 |

2019年，45.5%的万塞讷家庭拥有至少一辆私人汽车。2019年，万塞讷境内共发生各类交通事故45起，造成1人遇难，46人受伤，其中4人重伤。

### 铁路
万塞讷位于巴黎－布里地区马尔勒铁路上。万塞讷站位于市区中部，是一个地下铁路车站，停靠法兰西岛大区快铁A线，同时也是该线路的东侧分支交汇车站。

### 航空
距离万塞讷最近的民用航空站为巴黎-奥利机场，距离万塞讷市中心的公路里程约18公里。

### 城市公共交通
| 途经万塞讷境内的主要公共交通线路 |        | |
| 类型                             | 运营商 | 线路 |
| 快铁                             | RATP   | ：塞尔吉高地站 / 普瓦西站 / 圣日耳曼昂莱站 ↔ 拉德芳斯站 ↔ 沙特雷-大堂站 ↔ 里昂火车站 ↔ 万塞讷站 ↔ 马恩拉瓦莱-谢西站 / 布瓦西圣莱热站 |
| 地铁                             | RATP   | ：拉德芳斯站 ↔ 马约门站 ↔ 夏爾·戴高樂-星形站 ↔ 沙特雷站 ↔ 里昂火车站 ↔ 民族站 ↔ 万塞讷城堡站 |
| 公共汽车                         | RATP   | 46：火车东站 ↔ 法比安上校 ↔ 伏尔泰 ↔ 蒙加莱 ↔ 多梅尼勒 ↔ 圣芒代-半月动物公园 ↔ 万塞讷城堡 56：克利尼昂库尔门 ↔ 巴尔贝斯-罗什舒阿尔 ↔ 马真塔-火车东站 ↔ 共和 ↔ 民族 ↔ 圣芒代市政府 ↔ 贝罗 ↔ 万塞讷城堡 112：万塞讷城堡 ↔ INSEP ↔ 快铁茹安维尔勒蓬站 ↔ 快铁圣莫尔-克雷泰伊站 ↔ 让·穆兰广场 ↔ 快铁马恩河畔维利耶-勒普莱西特雷维斯站 114：万塞讷城堡 ↔ 黄门 ↔ 快铁马恩河畔诺让站-皮埃尔·塞马尔 ↔ 副省政府-茹费理 ↔ 快铁诺让-勒佩勒站 ↔ 快铁讷伊普莱桑斯站 ↔ 维勒蒙布勒城堡 ↔ 快铁维勒蒙布勒站 ↔ 维勒蒙布勒-莱科克捷 115：莱利拉门站 ↔ 沙萨尼奥勒 ↔ 庞坦街 ↔ 吉拉尔多 ↔ 斯大林格勒 ↔ 夏尔·戴高乐 ↔ 蒙特勒伊市政府 ↔ 沙沃十字架 ↔ 快铁万塞讷站 ↔ 万塞讷城堡 118：地铁万塞讷城堡站 ↔ 快铁万塞讷站 ↔ 莱里戈洛 ↔ 凡尔登 ↔ 快铁丰特奈谷站 ↔ 快铁罗尼布瓦佩里耶站 ↔ 范德海登 124：地铁万塞讷城堡站 ↔ 快铁万塞讷站 ↔ 莱里戈洛 ↔ 皮埃尔·迪拉克 ↔ 快铁丰特奈苏布瓦站 ↔ 快铁丰特奈谷站 210：地铁万塞讷城堡站 ↔ 黄门 ↔ 快铁丰特奈苏布瓦站 ↔ 快铁站-皮埃尔·塞马 ↔ 快铁诺让-勒佩勒站 ↔ 马恩河畔布里市政府 ↔ 快铁马恩河畔维利耶-勒普莱西特雷维斯站 318：博比尼-庞坦雷蒙·凯诺 ↔ 罗曼维尔市政府 ↔ 卡尔诺 ↔ 核桃树 ↔ 弗洛阿勒 ↔ 巴尼奥莱公墓 ↔ 庞坦街/吉拉尔多 ↔ 巴尼奥莱市政厅 ↔ 邮局 ↔ 健康中心 ↔ 加列尼 ↔ 罗伯斯庇尔 ↔ 屈维耶 ↔ 万塞讷快铁站-共和国 ↔ 万塞讷城堡 325：火车站河边街 ↔ 弗朗索瓦·密特朗图书馆 ↔ 朱尔·旺聚普 ↔ 甘必大 ↔ 迈松阿尔福兽医学校 ↔ 圣芒代-半月动物公园 ↔ 圣芒代-小塔 ↔ 贝罗 ↔ 万塞讷城堡 |
| 公共汽车                         | (N)    | N11：讷伊桥站 ↔ 马约门站 ↔ 夏爾·戴高樂-星形站 ↔ 沙特雷站 ↔ 里昂火车站 ↔ 民族站 ↔ 贝罗站 ↔ 万塞讷城堡站 N33：里昂火车站 ↔ 圣芒代市政府 ↔ 贝罗站 ↔ 万塞讷城堡站黄门 ↔ 丰特奈苏布瓦站 ↔ 马恩河畔诺让站 ↔ 诺让-勒佩勒站 ↔ 马恩河畔布里市政府 ↔ 马恩河畔维利耶-勒普莱西特雷维斯站 |
| 1.                               |        | |

## 政治

### 市政内阁

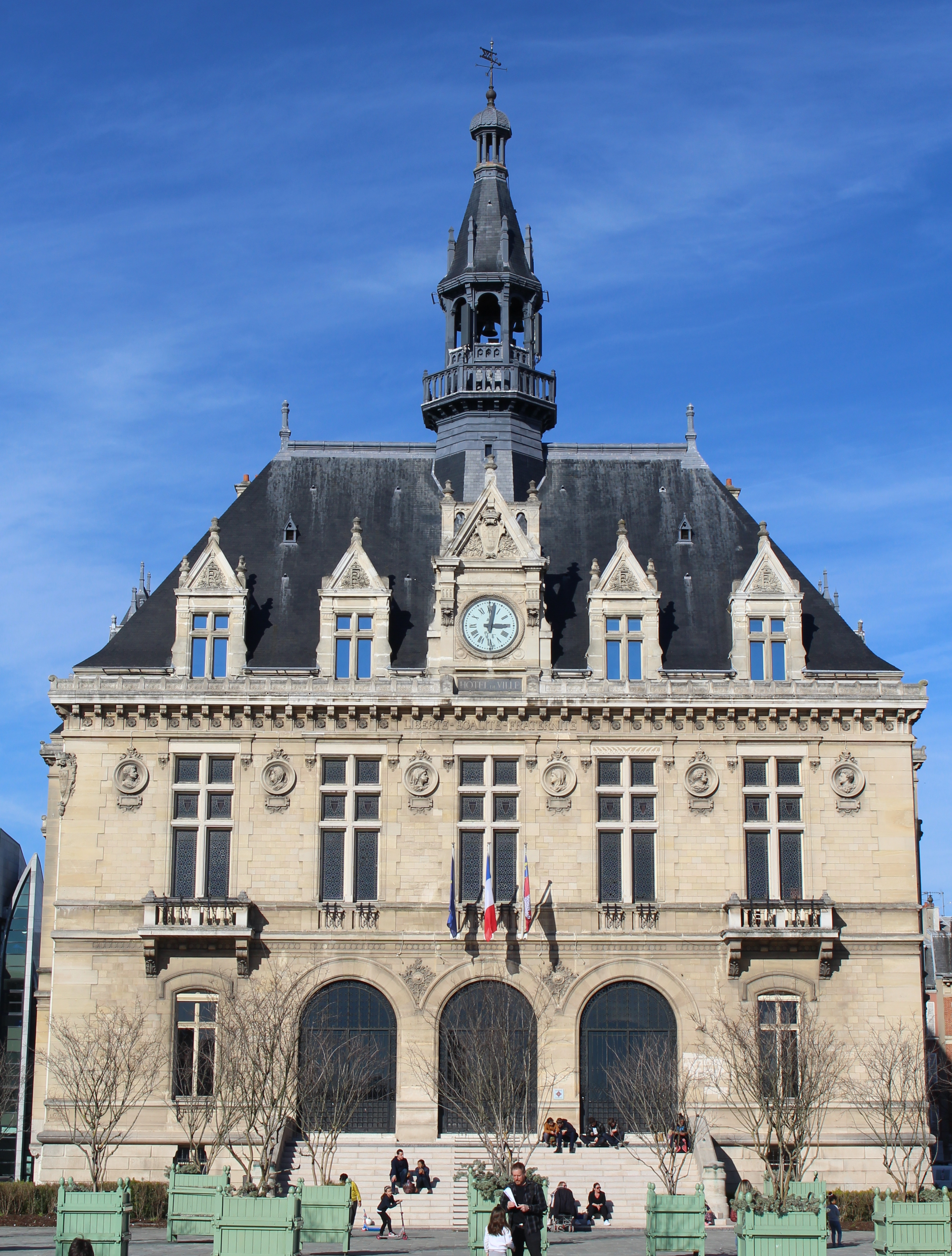
万塞讷市政厅

万塞讷的现任市长为夏洛特·利贝尔-阿尔巴内尔女士（Charlotte LIBERT-ALBANEL），她是民主人士和独立人士联盟的一名成员，在2020年的市政选举中获得了54.61%的支持率。
| 万塞讷历届市长 | 万塞讷历届市长                                    | 万塞讷历届市长                                                               |
| 任期           | 市长                                              | 党派                                                                         |
| -------------- | ------------------------------------------------- | ---------------------------------------------------------------------------- |
| 1944年－1947年 | Georges LAMOURET 乔治·拉穆雷                      | SFIO工人国际法国支部                                                         |
| 1947年－1966年 | Antoine QUINSON 安托万·坎松                       | RPF法国人民联盟 →CNIP全国独立人士与农民中心                                  |
| 1966年－1971年 | Jean BURGEAT 让·比尔雅                            | 無黨籍                                                                       |
| 1971年－1996年 | Jean CLOUET 让·克卢埃                             | UDF法国民主联盟 →PR法国共和人党                                              |
| 1996年－2002年 | Patrick GÉRARD 帕特里克·热拉尔                    | UDF法国民主联盟                                                              |
| 2002年－2017年 | Laurent LAFON 洛朗·拉丰                           | UDF法国民主联盟 →Centriste中间派 →FED欧洲民主权力 →UDI民主人士和独立人士联盟 |
| 2017年－       | Charlotte LIBERT-ALBANEL 夏洛特·利贝尔-阿尔巴内尔 | UDI民主人士和独立人士联盟                                                    |

### 各级选举
| 万塞讷历届投票选举结果 | 万塞讷历届投票选举结果 | 万塞讷历届投票选举结果      | 万塞讷历届投票选举结果 | 万塞讷历届投票选举结果      | 万塞讷历届投票选举结果 | 万塞讷历届投票选举结果 | 万塞讷历届投票选举结果      | 万塞讷历届投票选举结果 | 万塞讷历届投票选举结果 |
| 选举项目               | 选举范围               | 选区单位                    | 选区单位内的选举结果   | 选区单位内的选举结果        | 选区单位内的选举结果   | 选区单位内的选举结果   | 选区单位内的选举结果        | 选区单位内的选举结果   | 参考资料               |
| 选举项目               | 选举范围               | 选区单位                    | 第一轮胜出者           | 第一轮胜出者                | 支持率                 | 第二轮胜出者           | 第二轮胜出者                | 支持率                 | 参考资料               |
| ---------------------- | ---------------------- | --------------------------- | ---------------------- | --------------------------- | ---------------------- | ---------------------- | --------------------------- | ---------------------- | ---------------------- |
| 2017年法國總統選舉     | 法國                   | 市镇                        |                        | 埃马纽埃尔·马克龙           | 37.97%                 |                        | 埃马纽埃尔·马克龙           | 88.89%                 | [ 38 ]                 |
| 2017年法国立法选举     | 马恩河谷省第六选区     | 市镇                        |                        | 纪尧姆·古菲耶-沙            | 42.86%                 |                        | 纪尧姆·古菲耶-沙            | 58.87%                 | [ 38 ]                 |
| 2019年欧洲议会选举     | 法國                   | 市镇                        |                        | 娜塔莉·卢瓦索               | 34.1%                  | （不适用）             | （不适用）                  | （不适用）             | [ 40 ]                 |
| 2021年法国省级选举     | 马恩河谷省             | 万塞讷县                    |                        | 奥迪尔·塞居雷 朱利安·韦伊   | 34.37%                 |                        | 奥迪尔·塞居雷 朱利安·韦伊   | 60.43%                 | [ 41 ]                 |
| 2021年法国省级选举     | 马恩河谷省             | 市镇 （万塞讷县部分）       |                        | 奥迪尔·塞居雷 朱利安·韦伊   | 39.76%                 |                        | 奥迪尔·塞居雷 朱利安·韦伊   | 57.13%                 | [ 41 ]                 |
| 2021年法国省级选举     | 马恩河谷省             | 丰特奈苏布瓦县              |                        | 弗朗克·莫拉 索科娜·尼亚卡特 | 35.33%                 |                        | 弗朗克·莫拉 索科娜·尼亚卡特 | 56.19%                 | [ 41 ]                 |
| 2021年法国省级选举     | 马恩河谷省             | 市镇 （丰特奈苏布瓦县部分） |                        | 戈捷·布罗代奥 塞莉娜·马丁   | 43.38%                 |                        | 戈捷·布罗代奥 塞莉娜·马丁   | 62.55%                 | [ 41 ]                 |
| 2021年法国大区选举     | 法蘭西島大區           | 市镇                        |                        | 瓦莱丽·佩克雷斯             | 38.36%                 |                        | 瓦莱丽·佩克雷斯             | 47.09%                 | [ 42 ]                 |
| 2022年法国总统选举     | 法國                   | 市镇                        |                        | 埃马纽埃尔·马克龙           | 39.01%                 |                        | 埃马纽埃尔·马克龙           | 84.1%                  | [ 38 ]                 |
| 2022年法国立法选举     | 马恩河谷省第六选区     | 市镇                        |                        | 纪尧姆·古菲耶-沙            | 39.87%                 |                        | 纪尧姆·古菲耶-沙            | 58.98%                 | [ 38 ]                 |

## 人口
2019年，万塞讷市镇人口数量为49,788，在法国排名第130位。其中男性23,369人，女性26,419人，75岁及以上人口占6.5%，外籍人口数量为6,356人，人口密度为26,067人/平方公里，当地居民被称为（男性）或（女性）。2020年，万塞讷境内出生630人，死亡人口315人。
| 万塞讷1901年－2019年人口变化情况 |
|                                  |
| 数据来源：Cassini、INSEE         |

## 经济

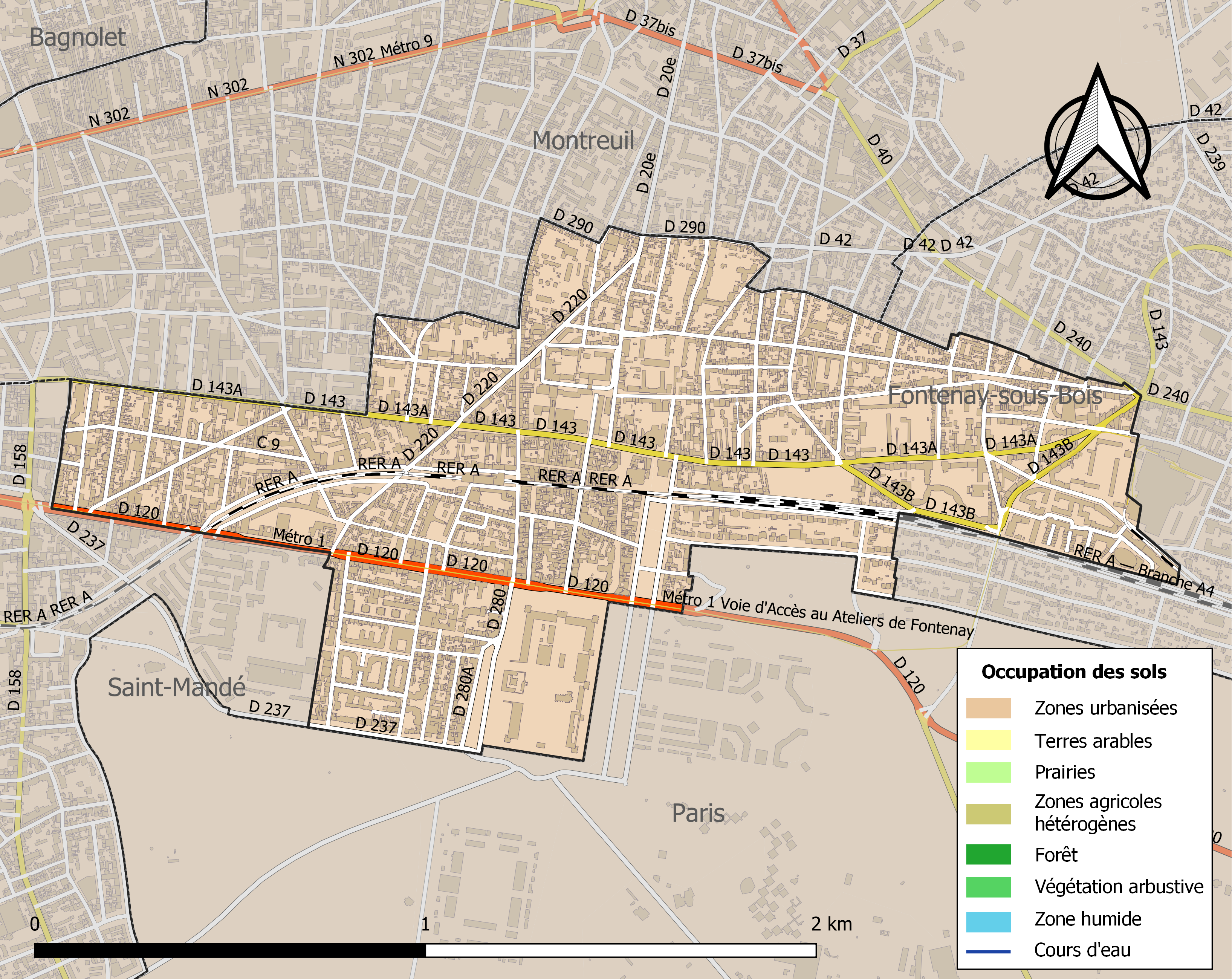
万塞讷土地利用情况地图

万塞讷是巴黎东部的一个近郊卫星城。截止2022年10月，万塞讷市镇范围内共有各类用人单位（包含自雇）11,778家，平均历史为13年，其中99.47%为中小型企业（PME），2022年8月至10月间，当地的经济活力指数为0.6%。（建筑工程）、（工程设计规划）及（翻译软件）是当地2021年营业额最高的三个企业，分别为133,315,865欧元、49,332,329欧元和44,429,472欧元。

## 财政与居民收入
2020年，万塞讷的财政收入总额为87,424,900欧元，财政支出总额为72,452,800欧元，当年的债务总额为49,210,100欧元。2021年，万塞讷市镇共获得4,383,889欧元的国家财政补助，比上一年减少了3.09%。
2020年，万塞讷的人均月收入总额为3,910欧元，其中高级职员为4,955欧元，高于法国平均水平（4,230欧元）；中级职员为2,790欧元，高于法国平均水平（2,411欧元）；普通职员为2,110欧元，亦高于法国平均水平（1,740欧元）。
2019年，万塞讷境内的青壮年（15至64岁）失业率为8.6%，当地72.8%的家庭拥有纳税资格，平均纳税8,289欧元，高于法国平均水平（3,910欧元）。

## 社会事务

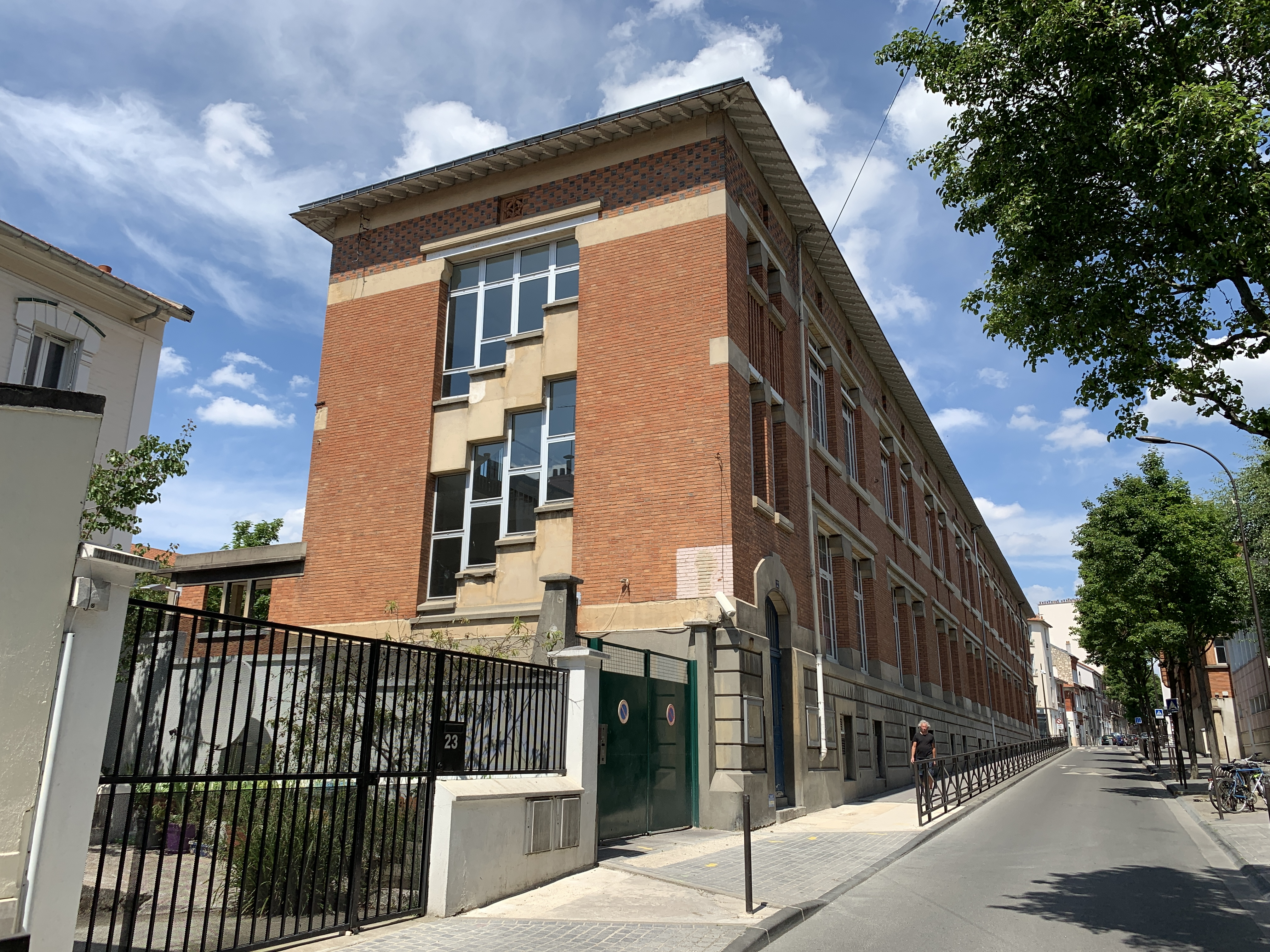
万塞讷的一所学校

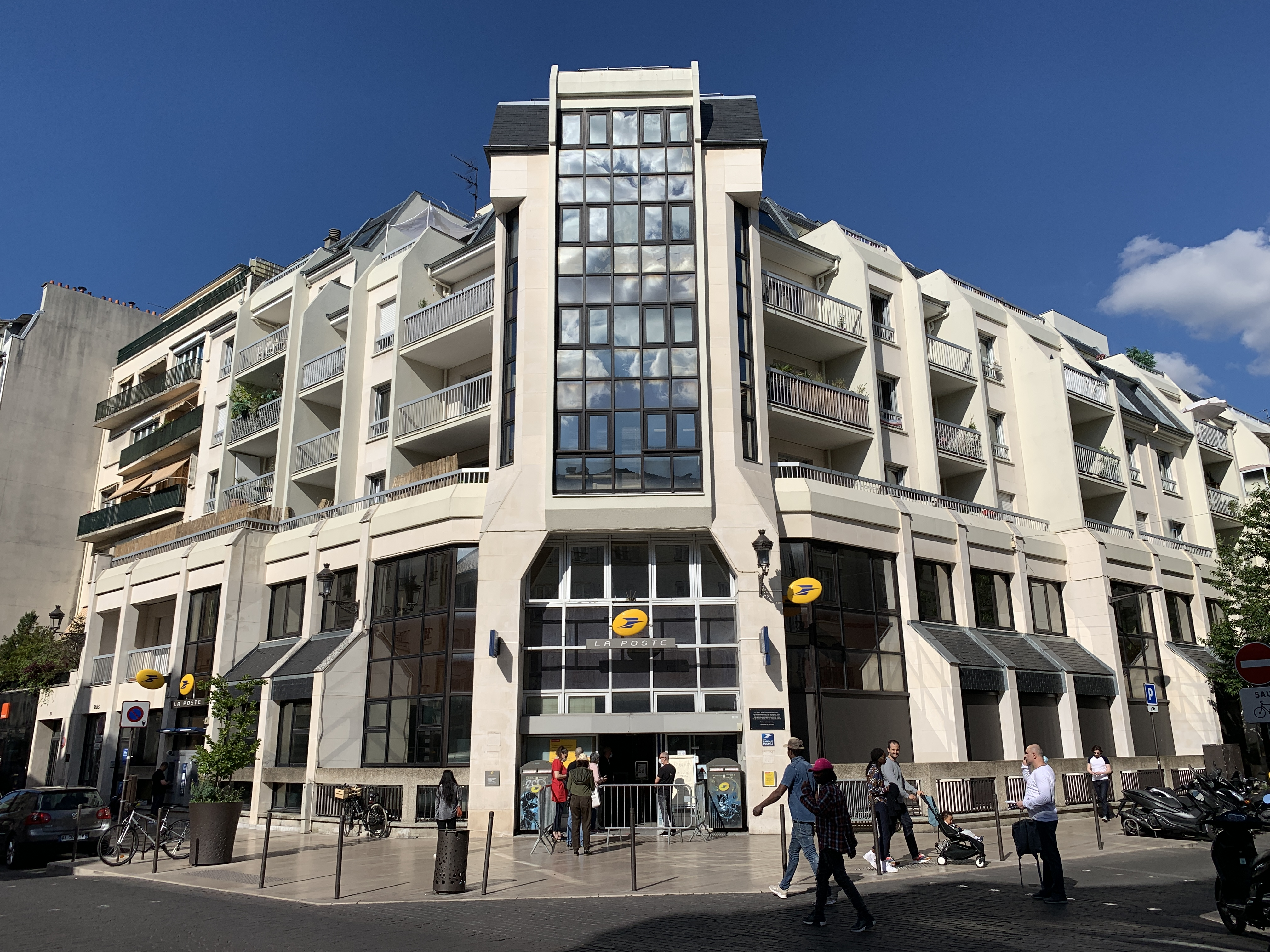
万塞讷邮政大楼

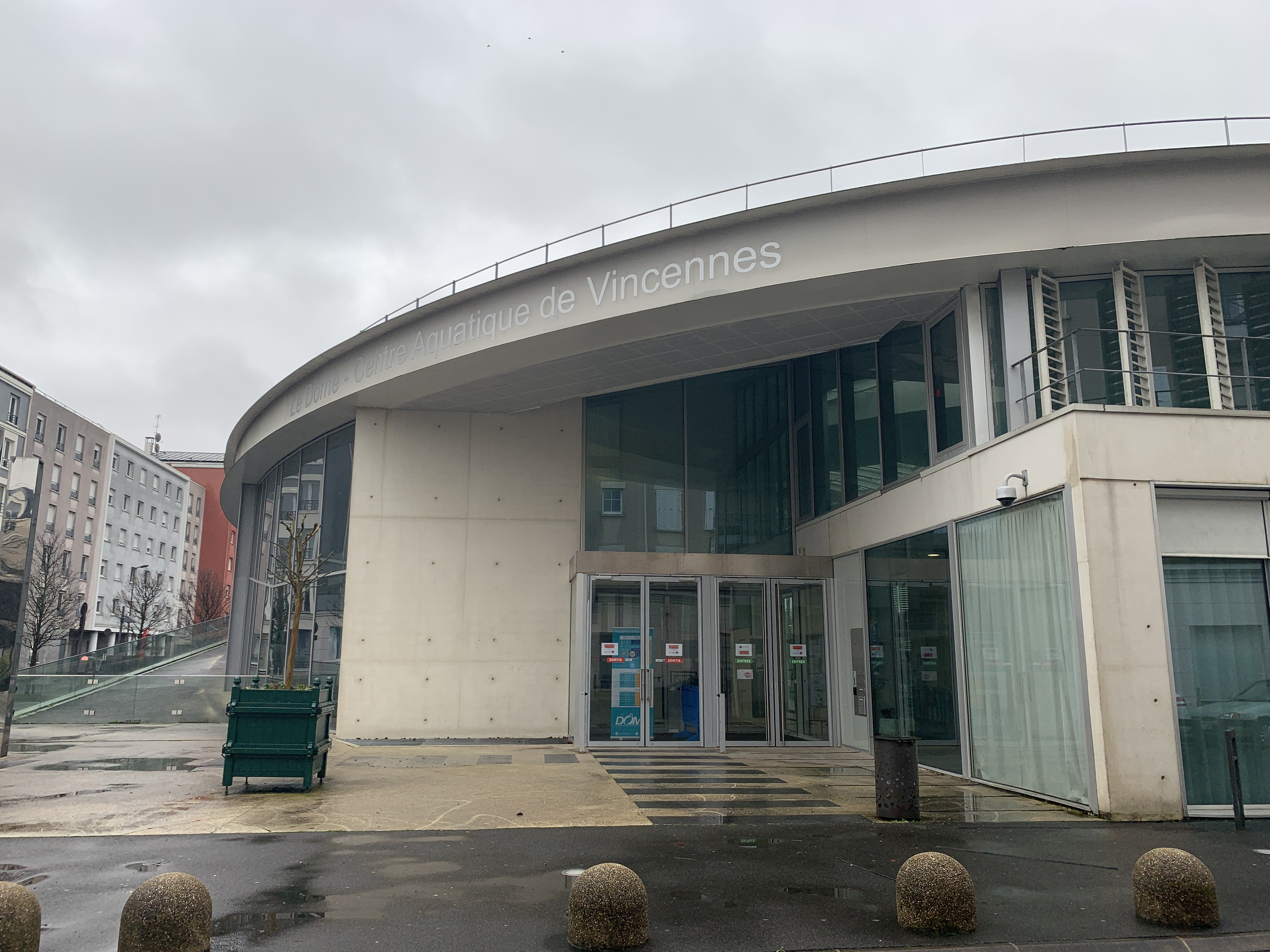
万塞讷水上运动中心

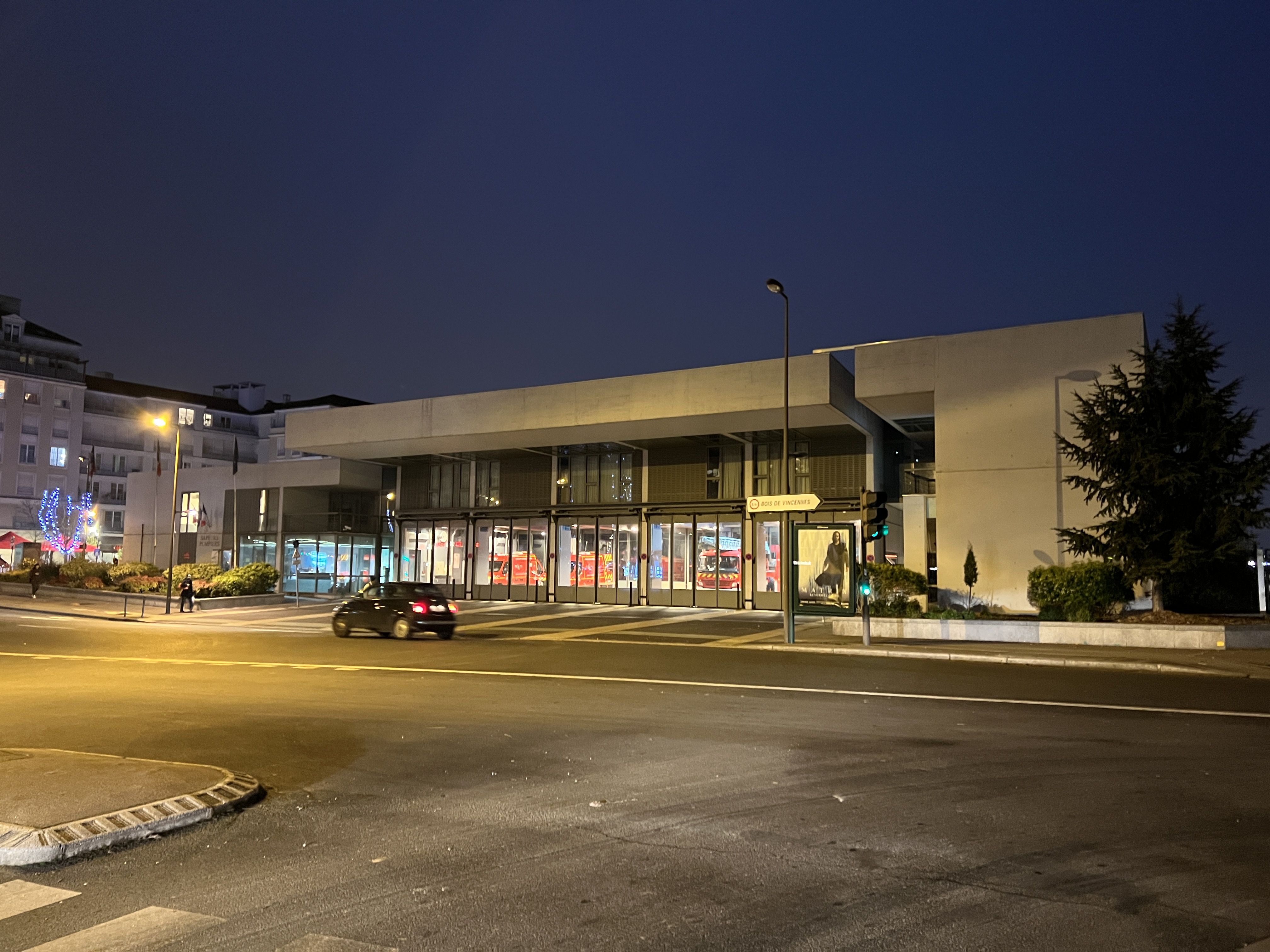
万塞讷消防站

### 教育
万塞讷属于克雷泰伊学区。截止2021年1月1日，万塞讷境内共有8所幼儿园、12所小学、5所初级中学、4所普通高中和3所职业高中。2018至2019学年度，万塞讷境内共有在校中等教育阶段学生5,504名。

### 医疗
截止2021年1月1日，万塞讷境内共有全科医生46名、保健师92名、牙医51名、护士31名、耳科医生4名、眼科医生8名、皮肤科医生6名、助产士10名、儿科医生7名和妇科医生9名。境内共有药房19家。
贝然军事医院位于圣芒代境内，是一家军事医院，亦是法国国防部的直属单位，向所有民众开放。
阿尔芒·特鲁索医院是法国的一个区域性医疗机构，也是巴黎公共医疗联盟成员，其主病区位于巴黎十二区，距离万塞讷的正常车程约10分钟，该院设有床位397个，是当地规模最大的公立综合性医院。

### 住房
2019年，万塞讷境内共有各类住房27,666套，其中5.2%为独立式居民区，94%为集中式居民区。常住房屋占万塞讷市镇范围内居民建筑总量的90.3%。
在住房保障政策方面，2021年，万塞讷境内共有2,870户家庭获得了住房经济补助，受益人数占总人口数量的5.8%，其中2,840份为房租补助。

### 商业
2021年，万塞讷境内共有各类实体商铺1,048家，其中餐厅179家、大型超市13家、杂货店25家、面包房36家、肉铺14家、书店6家、装饰品店2家、银行门店24家、美容美发店59家、汽车维修店22家。万塞讷市区内建有家乐福、Intermarché、U Express、Monoprix、G20等便民购物超市。

### 体育
2021年，万塞讷境内共有1家游泳池、8间体育馆、1座综合体育场以及8处篮球或排球场。
截至2022年10月，万塞讷境内共有四家注册足球俱乐部。万塞讷葡萄牙人俱乐部（Portugais Vincennois AS，编号545535）是当地的代表性足球队，其主队2022至2023赛季参加马恩河谷省足球联赛甲组（法国第九级别），其主场莱昂·迪普拉球场（Stade Léon Duprat）位于马恩河畔尚皮尼。

### 环境
万塞讷的环境事务由其所属的大巴黎都会区和巴黎东部马恩和树林公共土地管理局联合各级政府协调负责。2021年，万塞讷境内共有1家污染企业。

### 治安
2021年，万塞讷市镇范围内共有1处派出所。
万塞讷警区（zone police de Vincennes）的管辖范围共包括两个市镇。2020年，该警区累计记录各类案件4,380起，其中盗窃类案件2,833起，经济类案件726起，毒品交易类案件100起。

## 文化
2021年，万塞讷境内共有3家剧场、2家电影院和1家音乐厅。万塞讷市政府提供三处图书馆；另设有一处多媒体中心，每周二至六向公众开放。

### 建筑
万塞讷境内有多处历史建筑，其中万塞讷城堡及其附属建筑（碉楼、圣礼拜堂等）以及万塞讷市政厅、圣路易教堂等建筑为法国国家文物保护单位。

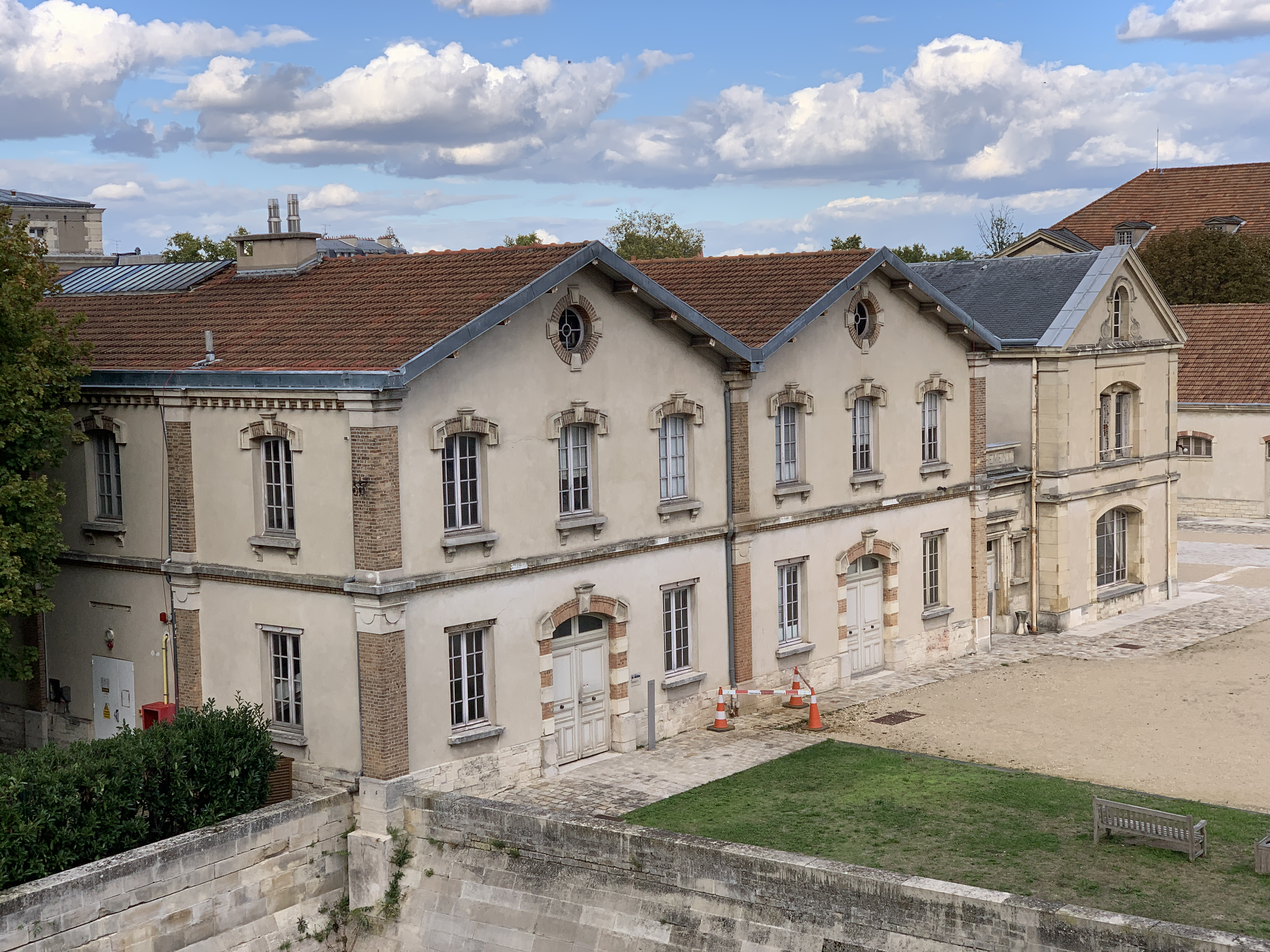
万塞讷城堡
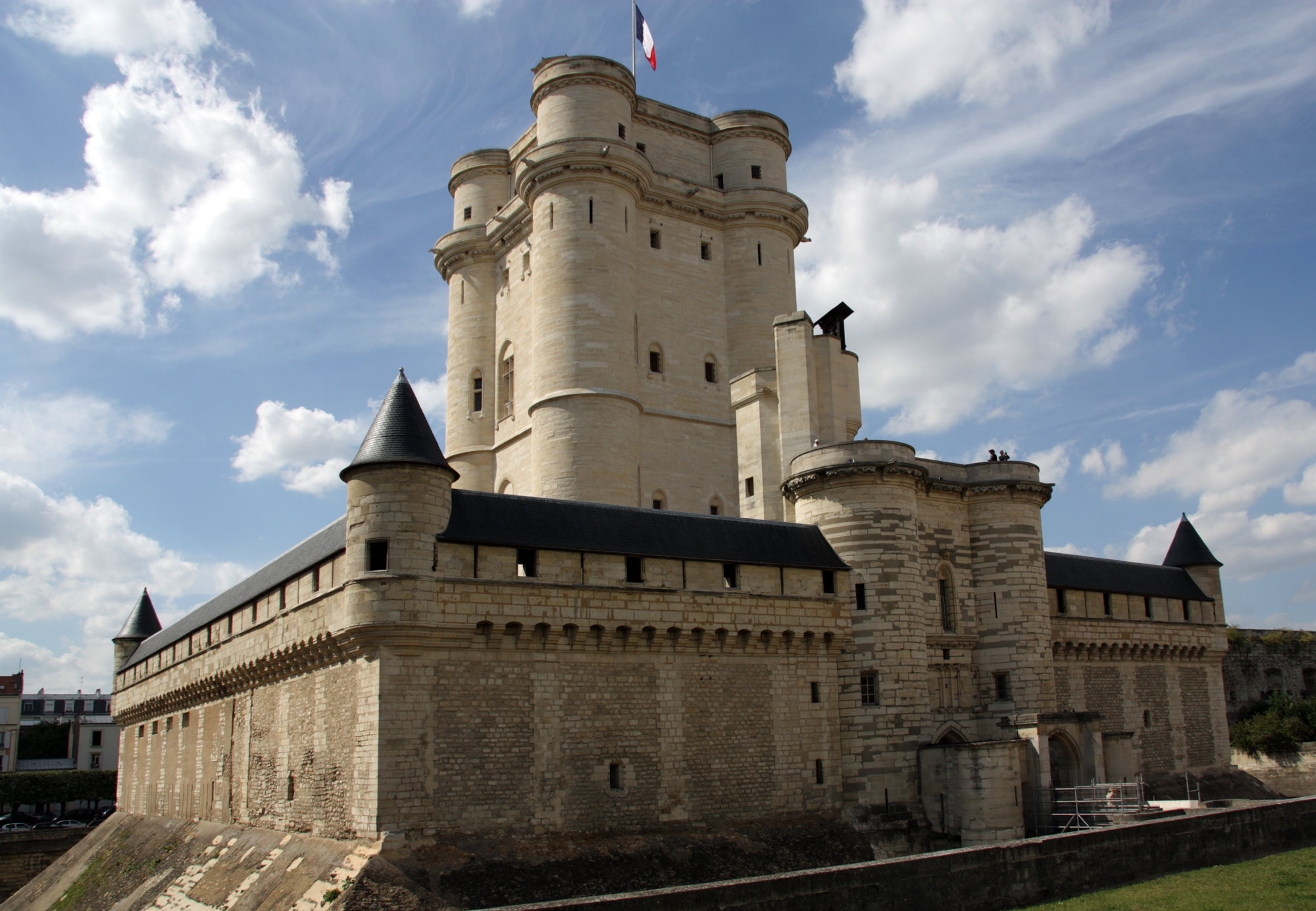
万塞讷碉楼（法语：Donjon de Vincennes）
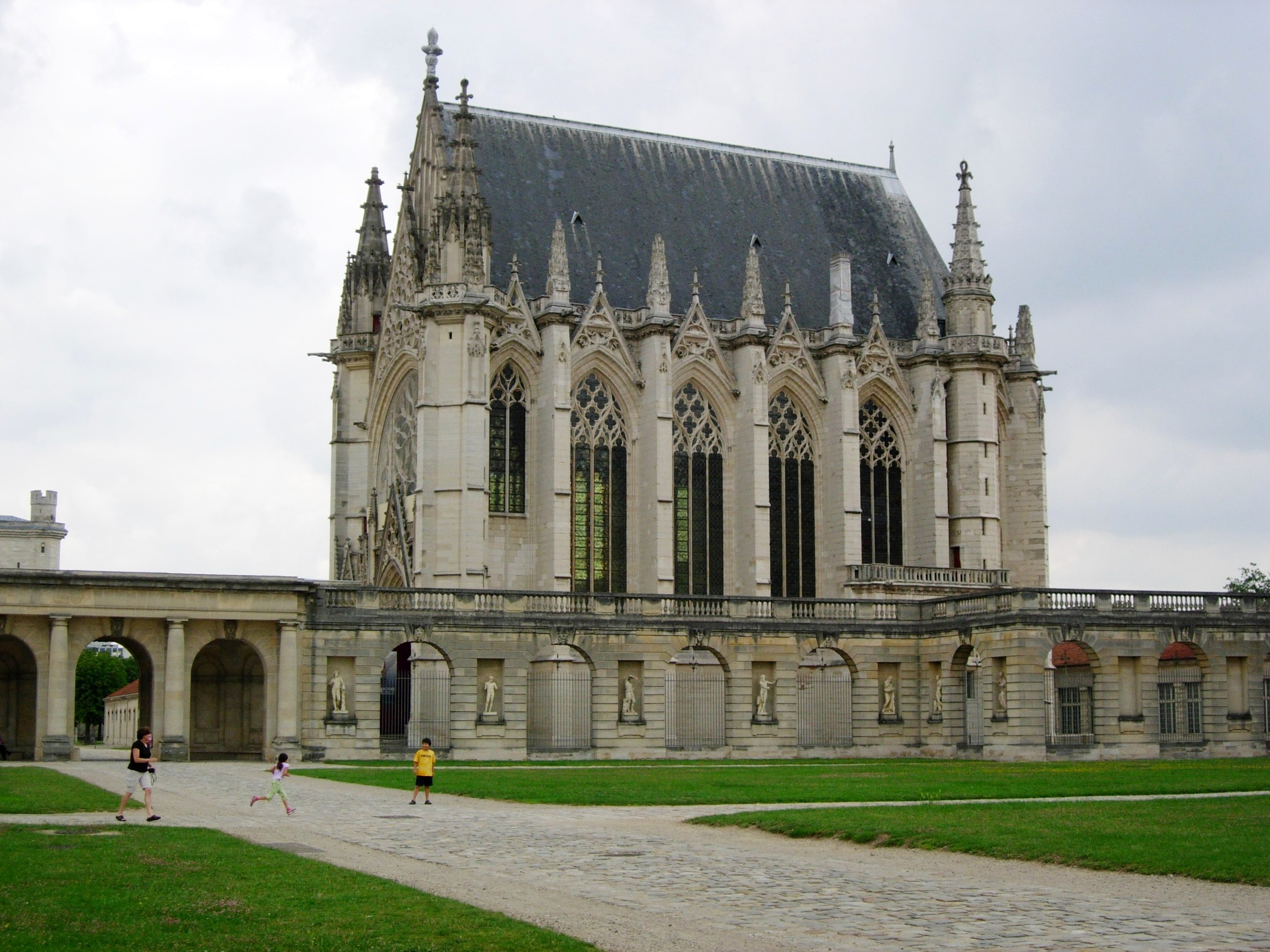
圣礼拜堂（法语：Sainte-Chapelle de Vincennes）
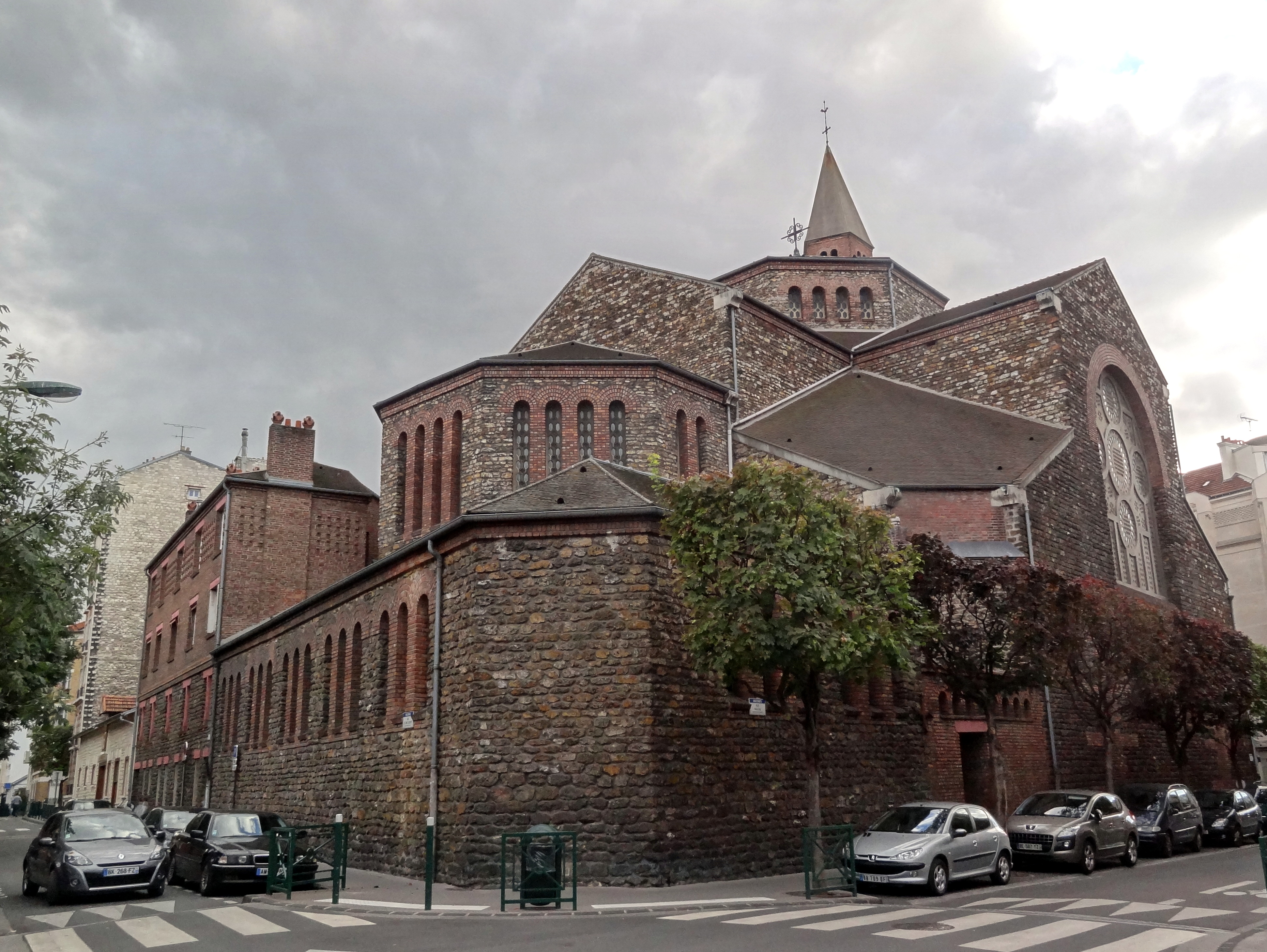
圣路易教堂（法语：Église Saint-Louis de Vincennes）
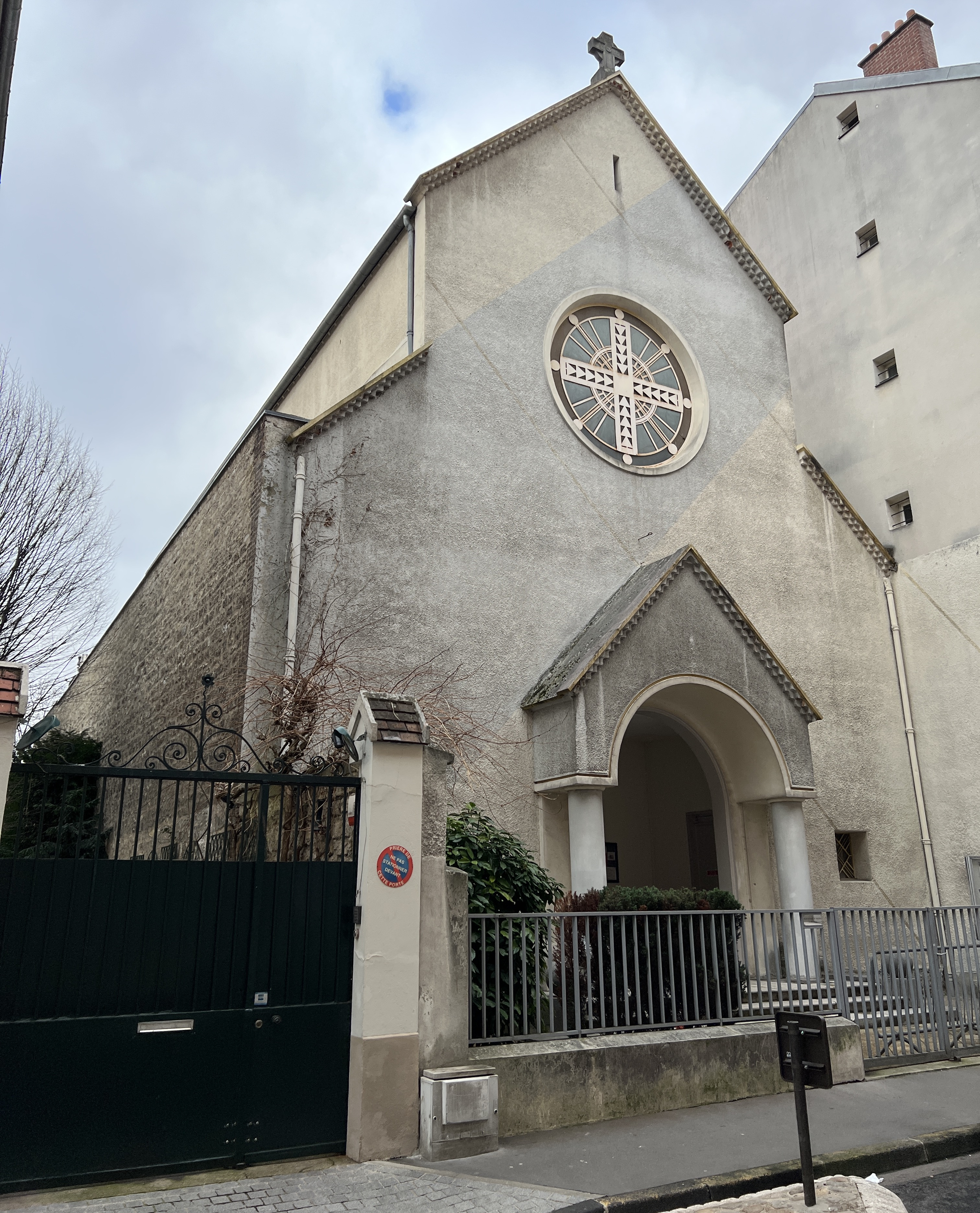
新教教堂
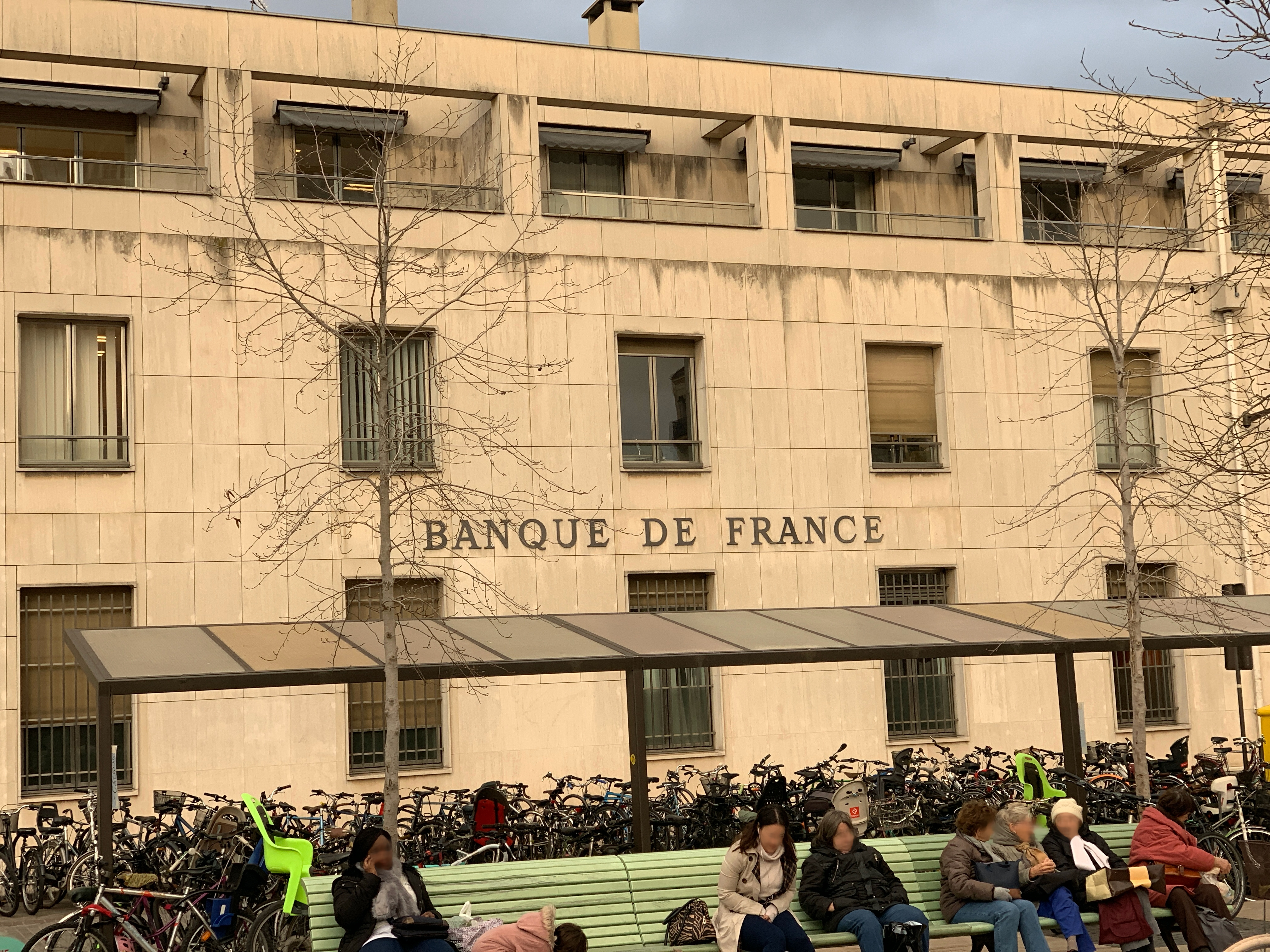
法兰西银行
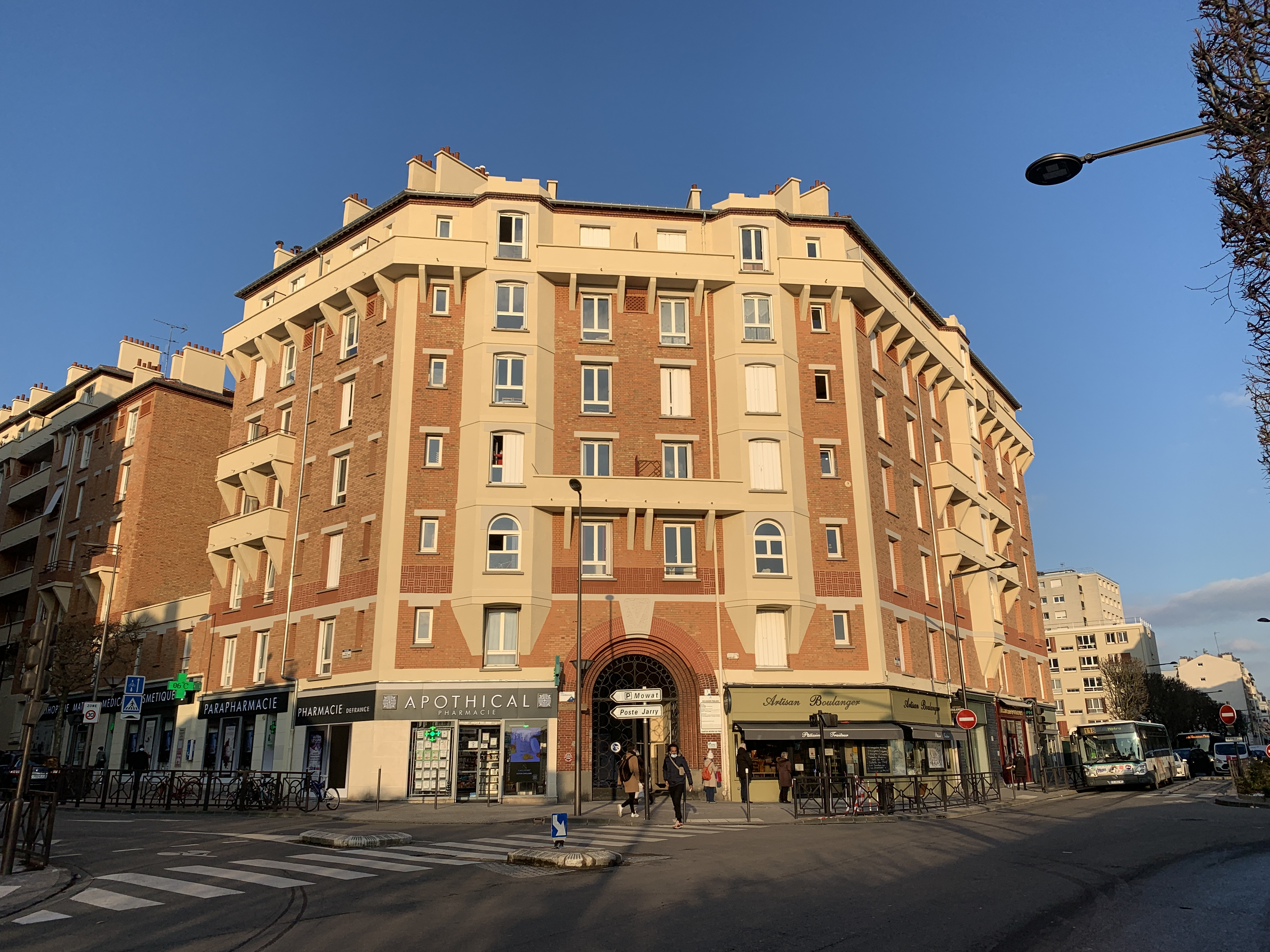
一处公寓楼

### 旅游

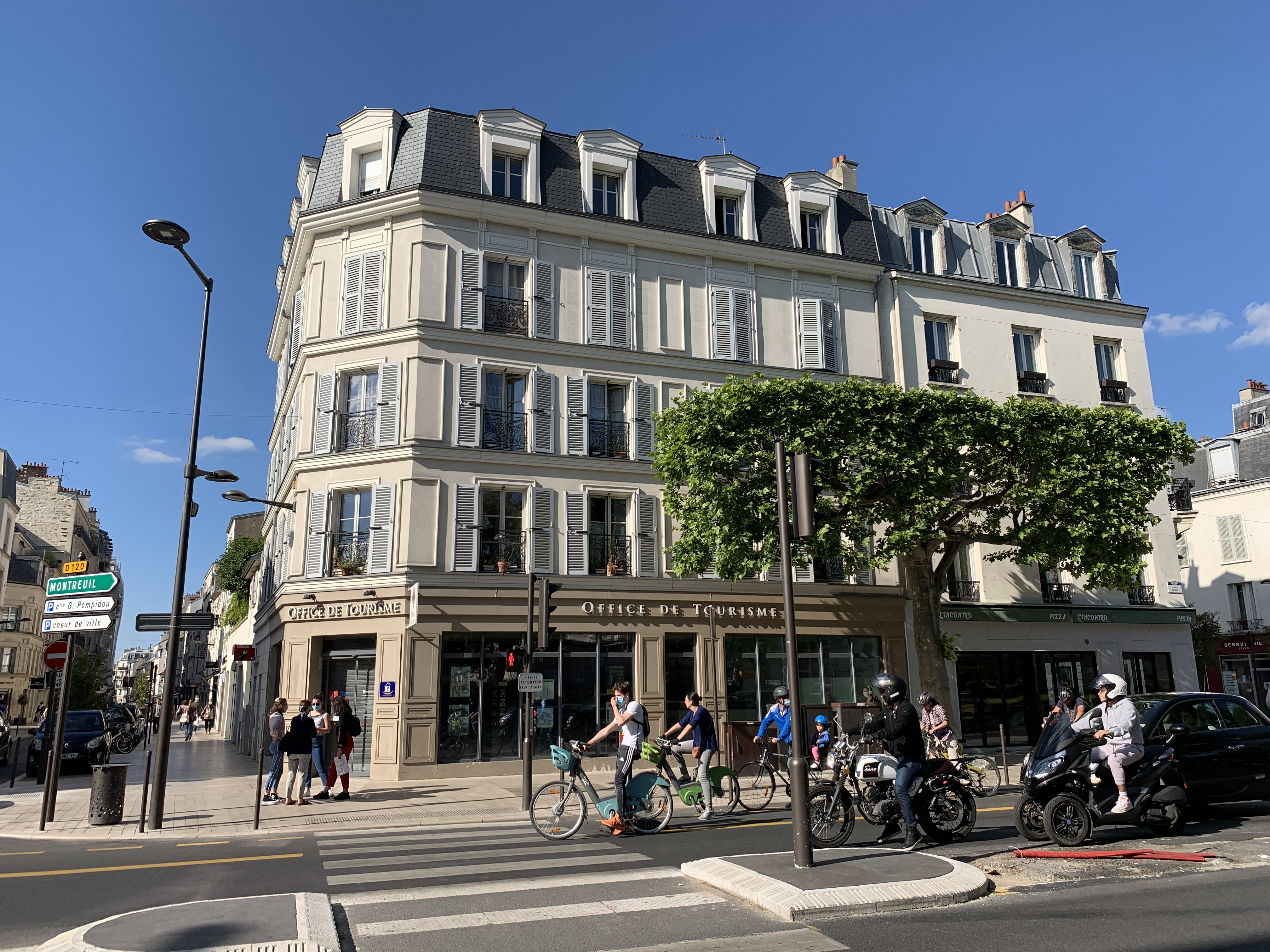
万塞讷游客接待中心

万塞讷的旅游事务由其所属的大巴黎都会区、马恩河谷省、巴黎东部马恩和树林公共土地管理局以及当地政府协调负责。2022年，万塞讷境内共有7家酒店共计161间房间。

### 媒体
法国主要的媒体均可在万塞讷接收，法国电视三台下属的法兰西岛大区频道在部分时段播出万塞讷所属的马恩河谷省的地方新闻。《巴黎人报》、蓝色法兰西巴黎广播、BFM电视台法兰西岛频道等是当地主要的地方性媒体。

## 相关人物
多名法兰西王国皇室成员出生于万塞讷城堡，包括国王查理五世、奥尔良公爵菲利普、安茹公爵路易一世、贝里公爵约翰、瓦卢瓦伯爵查理、王后波旁的让娜、女爵隆格维尔夫人等。此外出生于万塞讷的重要人物还有法国前总理皮埃尔·梅斯梅尔、历史学家雅克·班维尔、作家洛朗·若弗兰、画家爱德华·罗塞-格朗热、建筑师朱尔·图坦、宇航员米歇尔·托尼尼等。
法兰西国王路易十世和查理四世逝世于万塞讷城堡。

## 友好城市
截至2022年10月，万塞讷共与五座城市互为友好城市关系：
- 美国 温森斯（1918年）
- 英国 兰贝斯（1955年）
- 德国 卡斯特罗普-劳克瑟尔（1960年）
- 比利时 蒙蒂尼勒蒂约勒（1980年）
- 葡萄牙 托马尔（1998年）
- 爱尔兰 都柏林布莱克罗克（英语：Blackrock, Dublin）（2019年）